# Chanāsak
Chanāsak (persiska: چناسك) är en ort i Iran.   Den ligger i provinsen Qazvin, i den nordvästra delen av landet, 110 km nordväst om huvudstaden Teheran. Chanāsak ligger 1 914 meter över havet och antalet invånare är 386.
Terrängen runt Chanāsak är lite bergig. Runt Chanāsak är det ganska tätbefolkat, med 108 invånare per kvadratkilometer. Närmaste större samhälle är Hezār Jolfā, 19,8 km sydväst om Chanāsak. Trakten runt Chanāsak består i huvudsak av gräsmarker.